# Dušan Uhrin junior
Dušan Uhrin junior (* 11. Oktober 1967 in Prag, Tschechoslowakei) ist ein ehemaliger tschechischer Fußballspieler und derzeitiger -trainer. 

## Spielerkarriere
Dušan Uhrin spielte in seiner Jugend für Meteor Prag und FC Bohemians Prag. 1984 kehrte er zu Meteor zurück und spielte dort für die Herrenmannschaft. Nach zwei Jahren wechselte er zu Montáže Prag, 1988 ging er zum FC Jílové. Dort verletzte er sich schwer und konzentrierte sich daraufhin hauptsächlich auf den Trainerberuf. 1990 wechselte er zu RH Strašnice, wo er auch Trainer war, von 1991 bis 1998 spielte er erneut, wenn auch nur noch nebenbei, für den FC Jílové. 

## Trainerkarriere
Seine Trainerlaufbahn begann Uhrin mit knapp 23 Jahren 1990 bei RH Strašnice. Von 1992 bis 1994 trainierte er PSK Union Prag. 1994 übernahm er Slavoj Vyšehrad und stieg mit der Mannschaft von der Fünften in die Vierte Liga auf. 1997/98 trainierte er die B-Mannschaft von Sparta Prag in der Dritten Liga. Dort sah er nach einem Jahr keine Perspektive mehr und übernahm Tatran Poštorná in der zweiten Liga. 2000 trainierte Uhrin das B-Team von Slavia Prag, Anfang 2001 wurde er bei Slavia Assistenztrainer.
Zur Saison 2002/03 war er Co-Trainer bei FC Bohemians Prag und löste am 5. Spieltag Vladimír Borovička als Cheftrainer ab. Den Abstieg in die Zweite Liga konnte er nicht verhindern. Er wurde von Zdeněk Hruška abgelöst, übernahm aber Anfang 2004 wieder das Traineramt. Den Wiederaufstieg verpasste die Mannschaft um drei Punkte. Im Oktober 2004 wurde er Trainer beim FK Mladá Boleslav, der als Aufsteiger auf dem letzten Tabellenplatz stand. Uhrin führte die Mannschaft zum Klassenerhalt und in der folgenden Saison überraschend auf den zweiten Platz.
In der Saison 2006/07 spielte Mladá Boleslav um die Meisterschaft mit, wurde letztlich Dritter und qualifizierte sich somit für den UEFA-Pokal 2007/08. Uhrin verließ nach Saisonende den Verein und unterschrieb am 26. November 2007 einen Vertrag beim rumänischen Erstligisten Politehnica Timișoara. Nach der Entlassung in Timișoara wurde Uhrin Anfang Januar 2009 Sportdirektor beim Ligakonkurrenten CFR Cluj, wurde dort jedoch am 5. April 2009 wieder entlassen.
Im Mai 2009 kehrte Uhrin nach Mladá Boleslav zurück. Bereits im Dezember lösten Uhrin und der FK Mladá Boleslav den unbefristeten Vertrag wieder auf. Nur kurze Zeit später unterschrieb der Tscheche einen Kontrakt beim zyprischen Erstligisten AEL Limassol. Mitte Dezember 2010 kehrte er nach Rumänien zum FC Timișoara zurück. Dort konnte er die Saison 2010/11 als Vizemeister hinter Oțelul Galați abschließen. Der Verein erhielt jedoch keine Zulassung zur Spielzeit 2011/12 und musste in die Liga II absteigen. Ende Juli 2011 trennten sich die Wege von Timișoara und Uhrin. Nach einem Jahr ohne Job, heuerte er im Juni 2012 beim georgischen Rekordmeister Dinamo Tiflis als Cheftrainer an. Nachdem er die Umaghlessi Liga mit Dinamo Tiflis gewonnen hatte, endete am 6. Dezember 2013 sein Engagement in Tiflis. Am 17. Dezember 2013 wurde Uhrin als Trainer des FC Viktoria Plzeň vorgestellt. Dort ersetzte er Pavel Vrba der den Verein verließ, um die Tschechische Nationalmannschaft zu trainieren.
Anfang 2017 wurde Uhrin sportlicher Leiter, ab Sommer 2017 auch Cheftrainer des FK Mladá Boleslav. Im Februar 2018 verließ er den Verein wieder.

## Privates
Sein gleichnamiger Vater Dušan Uhrin ist ebenfalls Fußballtrainer.